# Fincastle (Kentucky)
Fincastle es una ciudad ubicada en el condado de Jefferson en el estado estadounidense de Kentucky. En el Censo de 2010 tenía una población de 817 habitantes y una densidad poblacional de 1.480,96 personas por km².

## Geografía
Fincastle se encuentra ubicada en las coordenadas 38°18′30″N 85°32′29″O / 38.30833, -85.54139. Según la Oficina del Censo de los Estados Unidos, Fincastle tiene una superficie total de 0.55 km², de la cual 0.55 km² corresponden a tierra firme y (0%) 0 km² es agua.

## Demografía
Según el censo de 2010, había 817 personas residiendo en Fincastle. La densidad de población era de 1.480,96 hab./km². De los 817 habitantes, Fincastle estaba compuesto por el 57.65% blancos, el 33.05% eran afroamericanos, el 0.37% eran amerindios, el 2.57% eran asiáticos, el 0% eran isleños del Pacífico, el 2.08% eran de otras razas y el 4.28% pertenecían a dos o más razas. Del total de la población el 4.77% eran hispanos o latinos de cualquier raza.